# Frits Vanden Boer
Godfriedus "Frits" Hendrik Sebastiaan Vanden Boer (Lommel, 8 mei 1934 – Overpelt, 6 augustus 2012) was een Belgische voetballer die speelde als middenvelder. Hij speelde lange tijd in de Eerste klasse bij RSC Anderlecht en Sint-Truiden VV. Hij werd ook 16 maal geselecteerd voor de nationale ploeg. Kenmerkend waren zijn zware afstandsschoten en zijn vrije schoppen. Zijn bijnaam was Blitz-Frits.

## Carrière
Vanden Boer begon zijn voetbalcarrière bij Overpelt Fabriek een ploeg uit de Vierde klasse. In 1958 werd hij opgemerkt door Eugène Steppé, de toenmalige secretaris-generaal van RSC Anderlecht, die op zoek was naar een opvolger voor Jef Mermans. Ondanks de tegenkanting van het bestuur zette Steppé door en werd Limburger Vanden Boer aangetrokken. Vanden Boer werd geleidelijk aan een spilfiguur bij paars-wit, waarna hij in conflict kwam met Jef Jurion omwille van het leiderschap op het veld. In zijn derde seizoen bij Anderlecht kreeg hij eveneens af te rekenen met rugproblemen.
In 1961 trok Sint-Truiden VV, waar Raymond Goethals trainer was, hem aan. Vanden Boer werd er gedurende zeven jaar opnieuw de leider op het middenveld. Ondanks het feit dat hij eerst door een zwaar verkeersongeval en later door een kopbalduel met Beerschotspeler Guy Raskin, waarbij hij een schedelbreuk opliep, slechts 123 matchen speelde, was Vanden Boer een van de smaakmakers bij STVV. Hij scoorde 37 maal voor de ploeg. Als speler van Sint-Truiden werd Vanden Boer ook 11 keer geselecteerd voor de Belgische nationale ploeg. Als speler van Anderlecht had hij toen al vijf A-caps verzameld.
In april 1965 mocht hij tijdens de afscheidsmatch van Stanley Matthews aantreden met een wereldelftal bestaande uit onder andere Alfredo Di Stéfano, Ferenc Puskás , Francisco Gento van Real Madrid en Lev Jasjin, Josef Masopust. Vanden Boer scoorde in deze partij het eerste doelpunt. Des te opmerkelijker was het feit dat Vanden Boer bij Sint-Truiden speelde en toch uitgenodigd werd om in dit selecte wereldelftal te spelen. Matthews herinnerde zich namelijk Vanden Boer nog van toen deze indertijd bij Anderlecht speelde en wilde hem absoluut laten meespelen in deze wedstrijd.
In 1968 speelde Vanden Boer nog een jaar bij Antwerp FC, dat net gedegradeerd was uit de Eerste klasse. Het jaar nadien beëindigde hij zijn carrière bij de Nederlandse Tweede divisieclub Eindhoven VV en vervolgens nog Lommelse SK in de provinciale. In totaal speelde hij 189 wedstrijden in de Eerste klasse en scoorde 78 doelpunten.